# France Football
France Football es una revista francesa fundada en 1946 de periodicidad mensual sobre fútbol mundial, con especial cobertura a las más importantes ligas europeas (Premier League inglesa, LaLiga española, Serie A italiana, Bundesliga alemana y Ligue 1 francesa). Su oficina central se encuentra en París.
Desde 1956 entrega el premio Balón de Oro al "mejor futbolista del año".

## Publicación

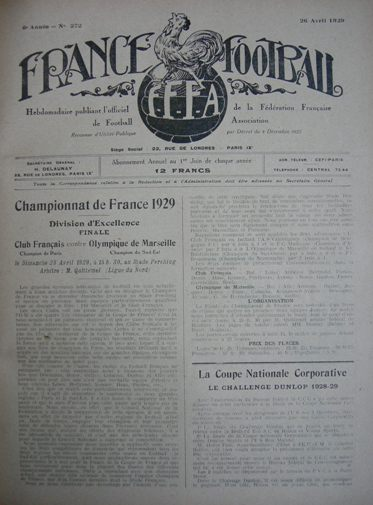
N.º 272 de la primigenia gaceta federativa France Football (1929).

Establecida en 1946 por el Grupo Amaury, en sus orígenes compartía título y contenido (columnas) con France Football Officiel, órgano de comunicación oficial de la Federación Francesa de Fútbol (entonces Fédération Française de Football Association - FFFA), y medio que publicaba todas las decisiones y medidas adoptadas por el estamento federativo desde décadas antes. No fue hasta el 25 de septiembre de 1947, en su número 79, cuando pasa a ser una publicación independiente.
Se publicó en papel de periódico y blanco y negro hasta el año 1977. Desde entonces pasó a estar engrapada y con portada a color, adoptando el formato de revista o magazín (en francés magazine). Progresivamente el color fue agregándose en el interior hasta la actualidad, abarcando prácticamente todo el contenido.
Gozó de una rápida popularidad entre el ámbito deportivo, y llegó a situarse como una de las publicaciones más prestigiosas y reconocidas del panorama futbolístico. Duplicó sus cien mil ejemplares vendidos por número en los años 1970 en apenas dos décadas (años 2000), si bien desde entonces con el auge de los medios digitales, y especialmente internet, sus números fueron descendiendo paulatinamente. Fue en esa década de los años 1970 cuando más repercusión tuvo, creando subsedes y ediciones descentralizadas propias de cada localización como France Football Afrique (y su Balón de Oro africano), la que más éxito tuvo entre todas ellas pero que terminaron por desaparecer.
Iniciada como principal eco informativo del fútbol de la Ile-de-France, y en especial París, fue evolucionando a un carácter más plural y nacional en un principio, hasta adoptar el carácter europeo vigente producto de la globalización del deporte rey. De carácter semanal, llegó a contar incluso con una edición viernesina que tampoco perduró, y pasó a ser quincenal brevemente, antes de volver a publicarse exclusivamente cada siete días, y de nuevo bisemanalmente en los años 2000. Su carácter semanal fue sin embargo el que más perduró hasta que en 2021 y debido a los estragos de la pandemia de COVID-19 en la población provocaron que pasara a ser una publicación mensual.
Su alta reputación a nivel internacional se debe además al galardón que otorga desde 1956, el Balón de Oro. Coordinado con la Copa de Clubes Campeones Europeos —o simplemente Copa de Europa y hoy Liga de Campeones—, impulsada por el periódico deportivo de misma editorial L'Équipe, de mano de su director y otros dirigentes europeos, reconocía mediante un trofeo al «futbolista europeo del año en el extranjero» (en francés: Trophée du footballeur européen de l’année à l’étranger). Las restricciones y diversidades del mismo fueron moldeándose hasta ser reconocido como el premio individual más prestigioso del fútbol mundial. Durante unos años estuvo fusionado con la FIFA para distinguir tal reconocimiento.
Tuvo su mayor registro de ventas tras la consecución del título de la Copa del Mundo por parte de la selección francesa en el certamen de 1998 en el que los galos se impusieron por 3-0 a la entonces vigente campeona Brasil. Las ventas dos días después de la final fueron de 520 000 ejemplares vendidos. Desgraciadamente, el mencionado auge de las publicaciones en línea y la cada vez más incipiente necesidad de información inmediata fueron mellando sus ventas. Así, el Grupo Amaury intentó relanzarla mediante una oferta de venta junto al diario L'Équipe que sin embargo no surtió efecto y situaron sus ventas anuales en poco más de setenta mil ejemplares en 2012.
En 2017 pasó a emitirse en un renovado y pequeño formato, más manejable, hasta que el 11 de junio de 2021 se convirtió en una publicación mensual con tirada el segundo sábado del mes.

## Galardones
- Balón de Oro

La revista otorga desde 1956 el Balón de Oro, galardón al mejor futbolista del año. Entre 2010 y 2015, se fusionó puntualmente con el premio FIFA World Player —actual The Best FIFA—. Instaurado como «Trofeo al futbolista europeo del año en el extranjero» (en francés: Trophée du footballeur européen de l’année à l’étranger), pronto se impuso la denominación de «Balón de Oro» por la imagen del mismo. Hasta 1995 se entregaba al mejor jugador inscrito, cada año, en algún campeonato de fútbol profesional europeo y cuya nacionalidad fuese de un país de dicha zona, abriéndose desde entonces la condecoración a cualquier futbolista del mundo, pero militante en un club europeo, y finalmente otorgarse sin ningún tipo de restricción desde 2007 y optando a él cualquier futbolista independientemente del país donde jugase.

A diferencia de otros premios o galardones, es concedido por los méritos durante un año natural, esto es, abarcando el final de una temporada y el principio de otra. Son los corresponsales de la revista en distintos países quienes designan al vencedor a través de un sistema de votación, si bien los criterios de elección a lo largo de los años han ido suscitando cambios y susceptibilidades que en ocasiones han causado polémicas o debates, ya que no dejan de ser deliberaciones subjetivas dentro de un deporte colectivo. Por ello la revista tuvo que publicar en 2016 la serie de criterios que seguía para sus designaciones, y despolemizar así sus designaciones. Pese a ello, cuenta con una gran tradición en el ámbito futbolístico y está considerado como el mayor galardón que un futbolista puede recibir a título individual.
- Balón de Oro Femenino

Desde 2018 entrega el galardón a la mejor futbolista del año, en consonancia con el masculino.
- Futbolista del año

Instaurado en 1963 para designar dentro del rendimiento individual al mejor futbolista francés, sin las restricciones o particularidades registradas en el Balón de Oro.
- Trofeo Kopa

Entregado al mejor futbolista menor de 21 años. Su denominación hace honor a Raymond Kopa, primer jugador francés en ser galardonado con el Balón de Oro. Ante el auge del cada vez más prestigioso Golden Boy otorgado por el diario italiano Tuttosport, la revista francesa decidió otorgar su propio reconocimiento a los jóvenes e incipientes futbolistas del panorama internacional.
- Trofeo Yashin

En consonancia con el Trofeo Kopa, el Trofeo Yashin otorgado al mejor portero fue instaurado para reconocer el desempeño de los guardamentas. Ante la dificultad de estos y los menores de 21 años de optar al Balón de Oro, fueron implantados estos premios. Su denominación hace honor a Lev Yashin, único portero en ser galardonado con el Balón de Oro.
- Trofeo Gerd Müller

- Premio Sócrates